# William Brady (politico)
William Vermilye Brady (New York, 24 luglio 1811 – New York, 31 marzo 1870) è stato un politico statunitense, 68° sindaco di New York.